# Suillus luteus
Bolet jaune, Nonnette voilée
Ne doit pas être confondu avec Cèpe des pins.
Espèce
Statut de conservation UICN

 LC  : Préoccupation mineure
Suillus luteus, le Bolet jaune, appelé aussi Nonnette voilée, Bolet beurré ou encore Bolet baveux, autrefois Boletus luteus, est une espèce de champignon (Fungi) basidiomycète du genre Suillus. Il est caractérisé par son pied orné d'un anneau et son habitat exclusivement sous pins.

## Taxonomie

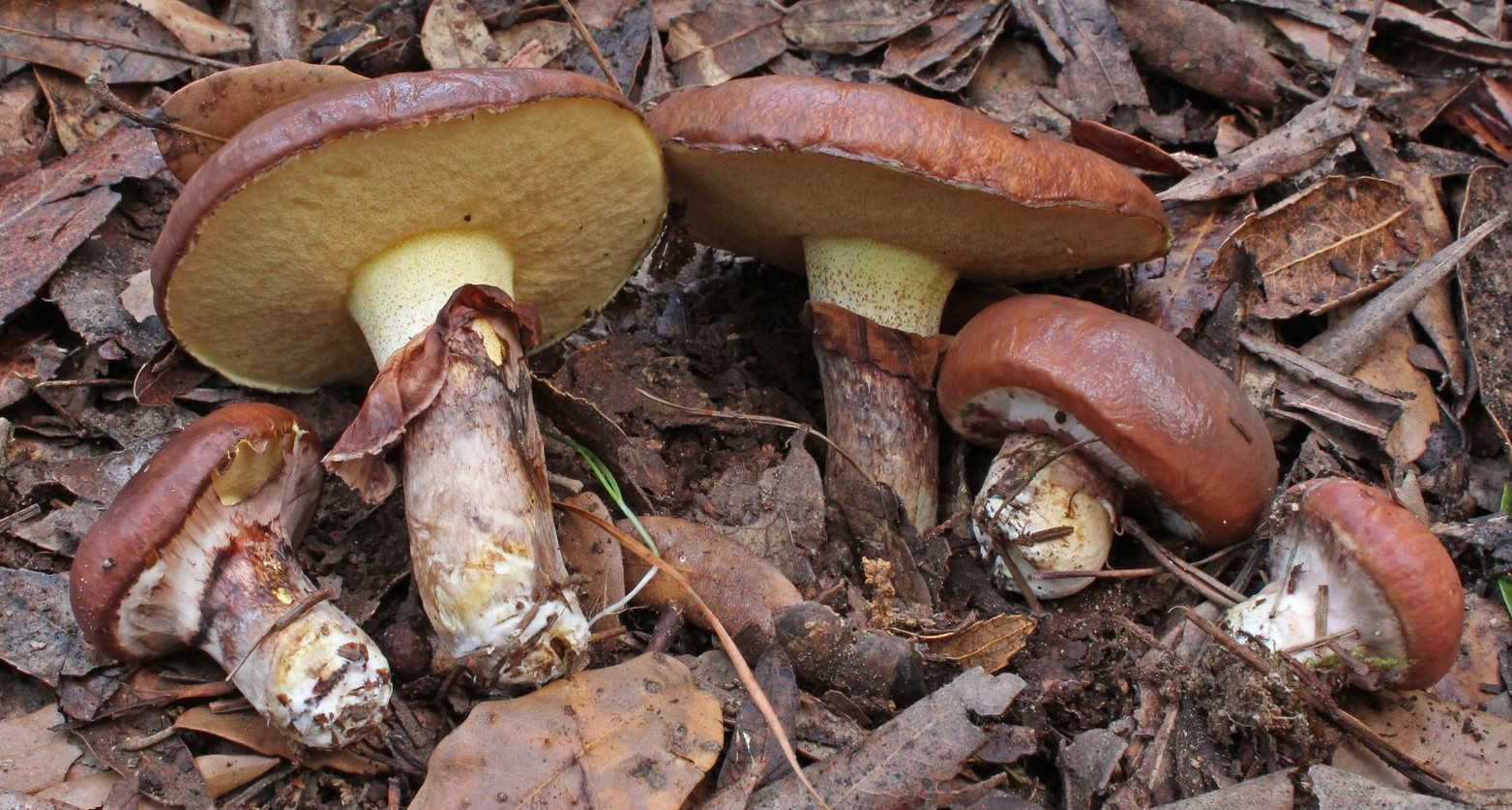
Collection de sporophores de S. luteus. en Sardaigne, Italie.

Le nom correct complet (avec auteur) de ce taxon est Suillus luteus (L.) Roussel, 1821.
L'espèce a été initialement classée dans le genre Boletus sous le basionyme Boletus luteus L., 1753.

### Synonymes
Suillus luteus a pour synonymes :
- Boletopsis lutea (L.) Henn., 1900
- Boletus luteus L., 1753
- Boletus volvatus Batsch, 1783
- Cricunopus luteus (L.) P. Karst., 1881
- Ixocomus luteus (L.) Quél., 1888
- Viscipellis lutea (L.) Quél., 1886
- Viscipellis luteus (L.) Quél. (1886), 1886

### Phylogénie
Le Bolet jaune est l'une des nombreuses espèces décrites pour la première fois en 1753 par le "père de la taxonomie" Carl Linnaeus, qui lui a donné le nom de Boletus luteus dans le deuxième volume de son ouvrage Species Plantarum. L'espèce a été reclassée (et est devenue l'espèce type) dans le genre Suillus par le naturaliste français Henri François Anne de Roussel en 1796.

### Étymologie
L'épithète spécifique, du latin lūtěus, signifie "jaune".

### Noms vulgaires et vernaculaires
Ce taxon porte en français les noms vernaculaires ou normalisés suivants : Bolet jaune, Nonnette voilée.
Suillus luteus est parfois nommé à tort "Cèpe des pins", mais le Cèpe des pins est une tout autre espèce ; Boletus pinophilus.

## Description du sporophore
Les bolets sont des champignons dont l’hyménophore, constitué de tubes et terminés par des pores, se sépare facilement de la chair du chapeau. Ce chapeau d'abord rond, recouvert d'une cuticule, devient convexe à mesure qu’il vieillit. Ils ont un pied (stipe) central assez épais et une chair compacte. Les caractéristiques morphologiques de S. luteus sont les suivantes :
Son chapeau mesure 4 à 15 cm, il est fortement visqueux puis fibrilleux en séchant, de couleur brun marron, brun chocolat à brun-rouge. La cuticule est séparable jusqu'à mi-rayon. La marge est débordante.
L'hyménophore présente des tubes jaune clair puis jaune verdâtre à la fin, longs de 8 à 12 mm. Les pores sont fins, jaune.
Son stipe mesure 4 à 12 cm x 1 à 3 cm, de couleur blanc puis jaune citron et enfin jaunâtre, orné d'un anneau ample et membraneux, blanc dessus et parfois brun violacé dessous ; au-dessus de l'anneau, le pied est couvert de granulations roussâtres.

La chair est épaisse, molle, crème à jaunâtre. Sa saveur est douce, mais un peu acidulée. Son odeur est faible, agréable, un peu fruitée.

Principaux caractères distinctifs
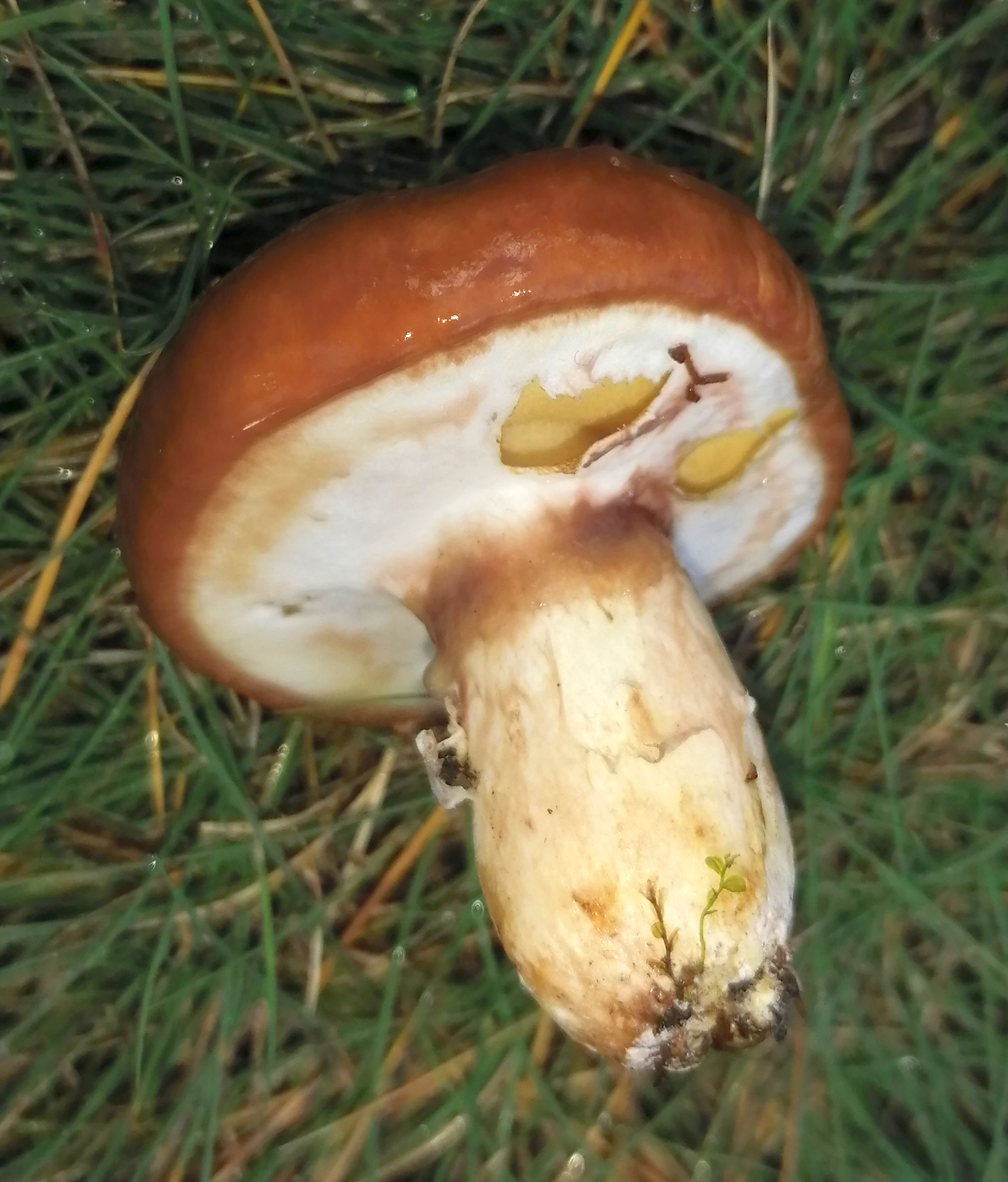
Jeune, l'anneau encore attaché cache les pores.
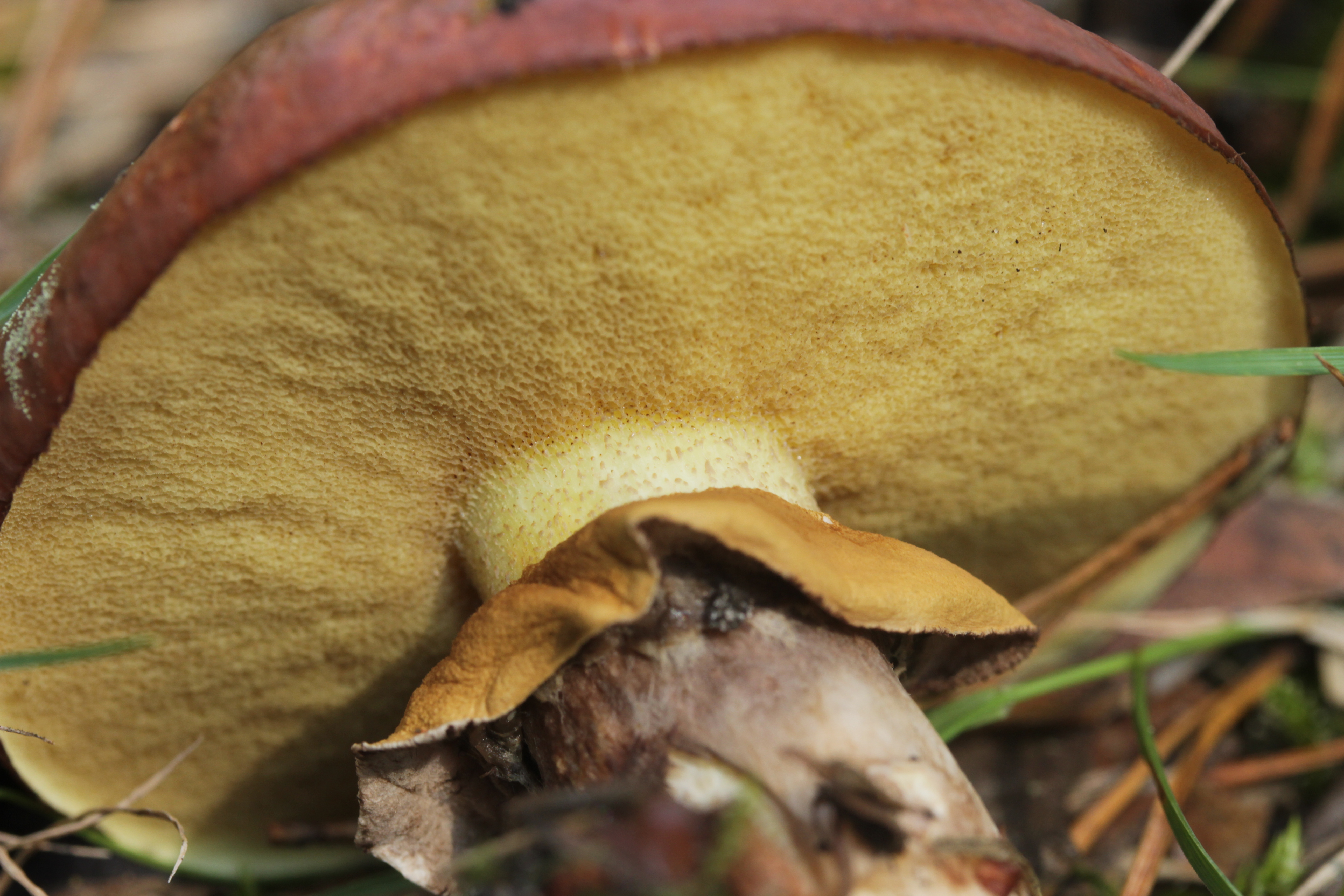
Le pied est orné d'un anneau, il est également granulé au-dessus de cet anneau.
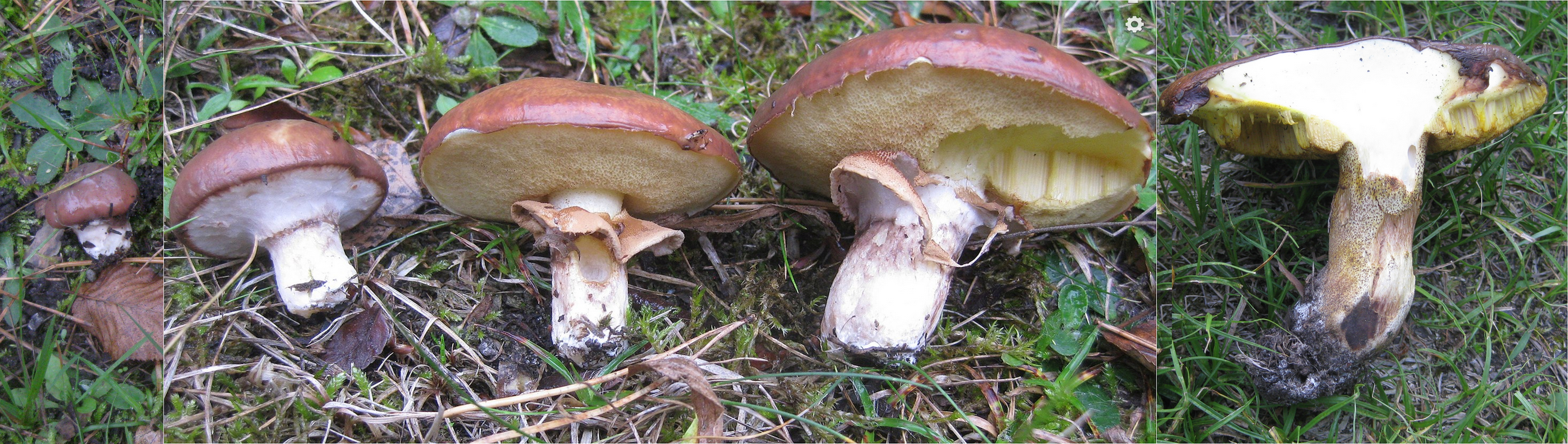
Évolution de la croissance de S. luteus. Chapeau brun chocolat plus au moins visqueux et pores jaunes. L'anneau commence attaché aux bords du chapeau pour se déployer ensuite. La chair est blanchâtre, ne change pas de couleur.

### Réactions chimiques
- Gris foncé au KOH sur le chapeau.
- Rosâtre puis bleu-gris au KOH sur la chair.
- Olive grisâtre au FeSO4 sur le chapeau.
- Bleu grisâtre à olive au FeSO4 sur la chair[7].

## Galerie

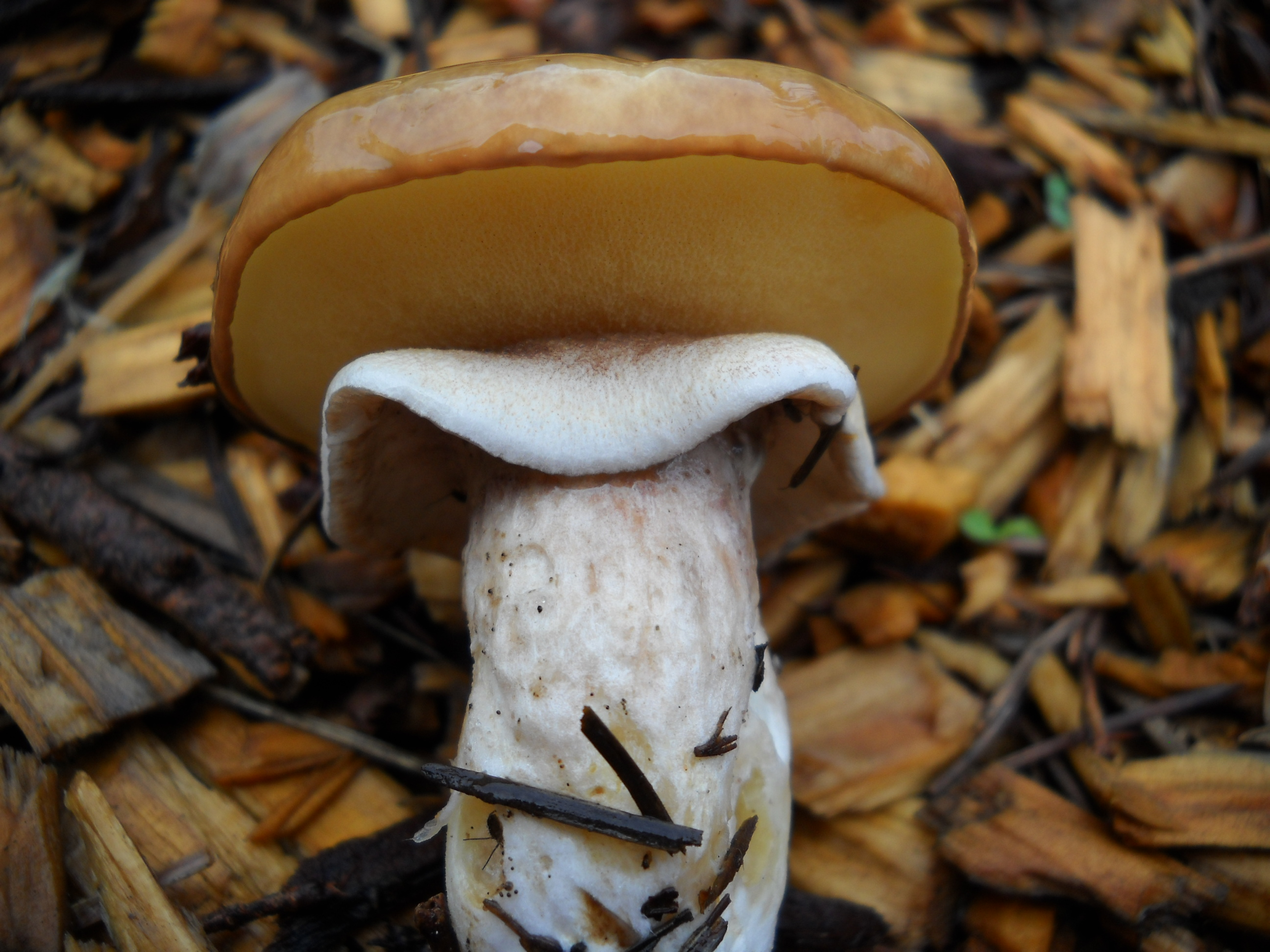
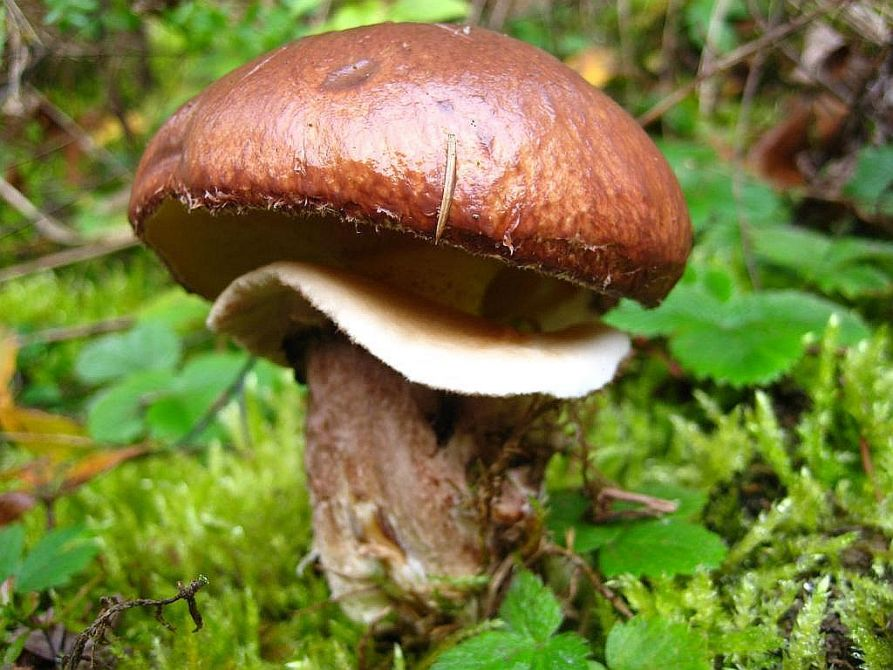
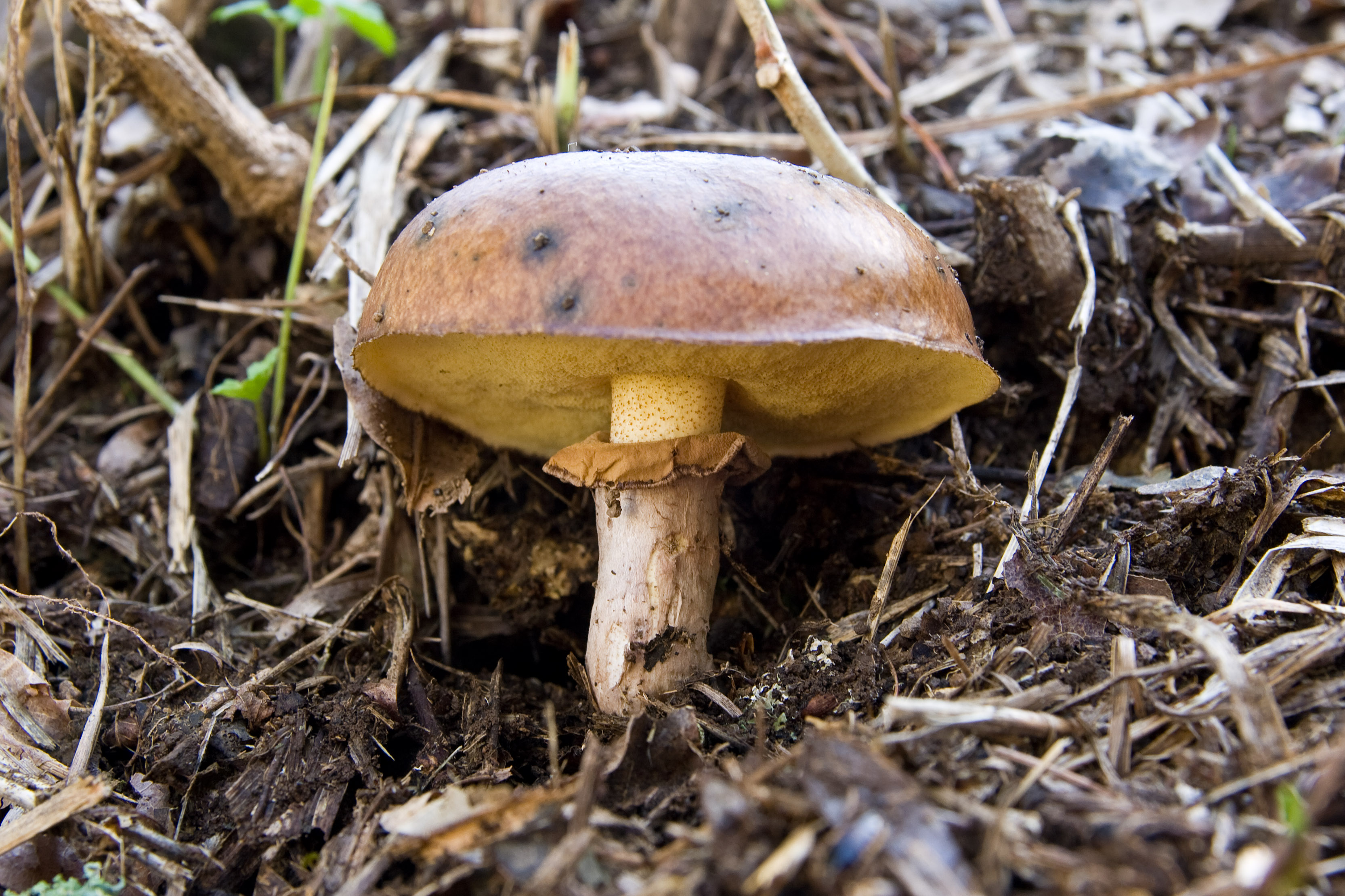
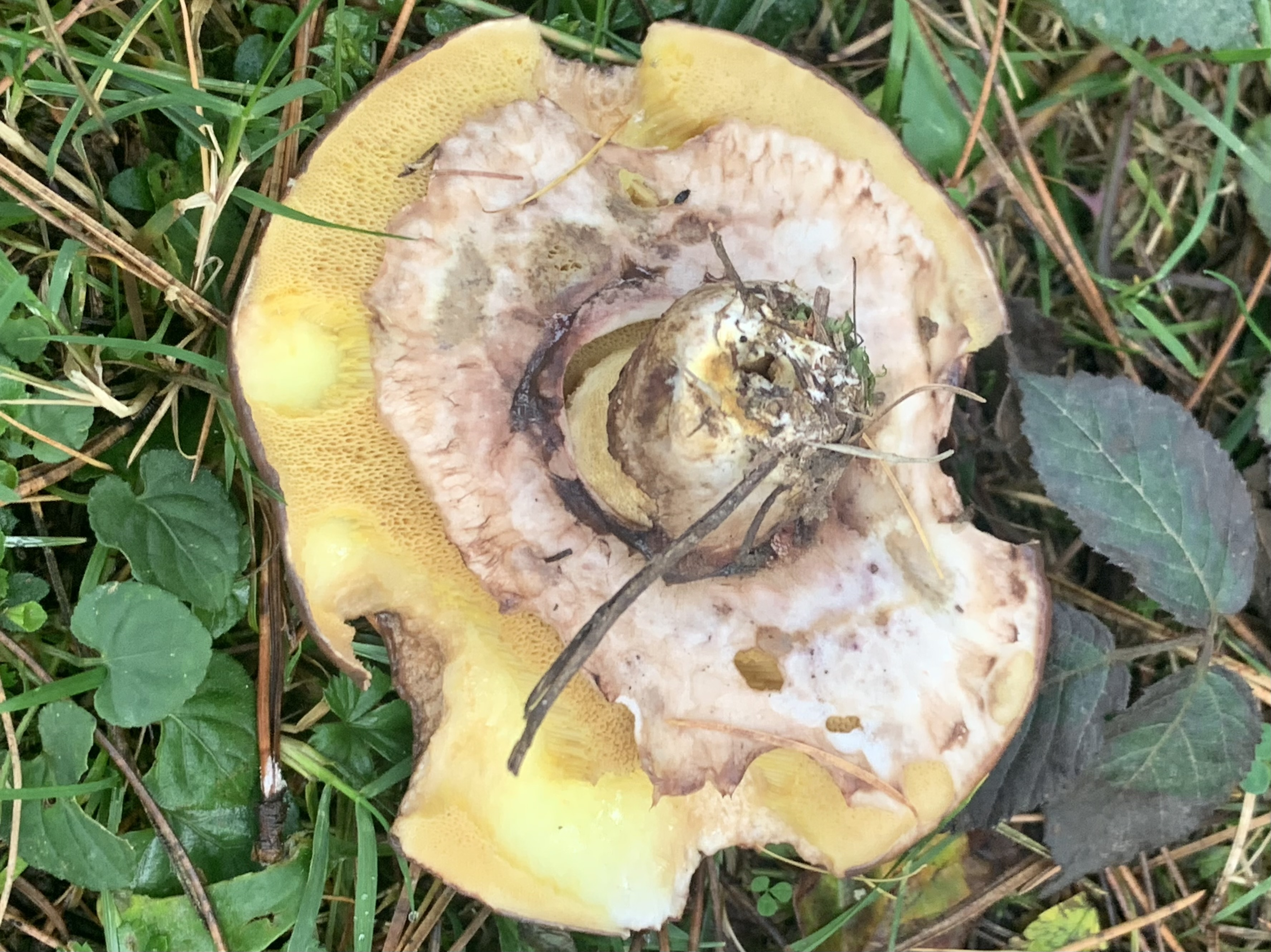
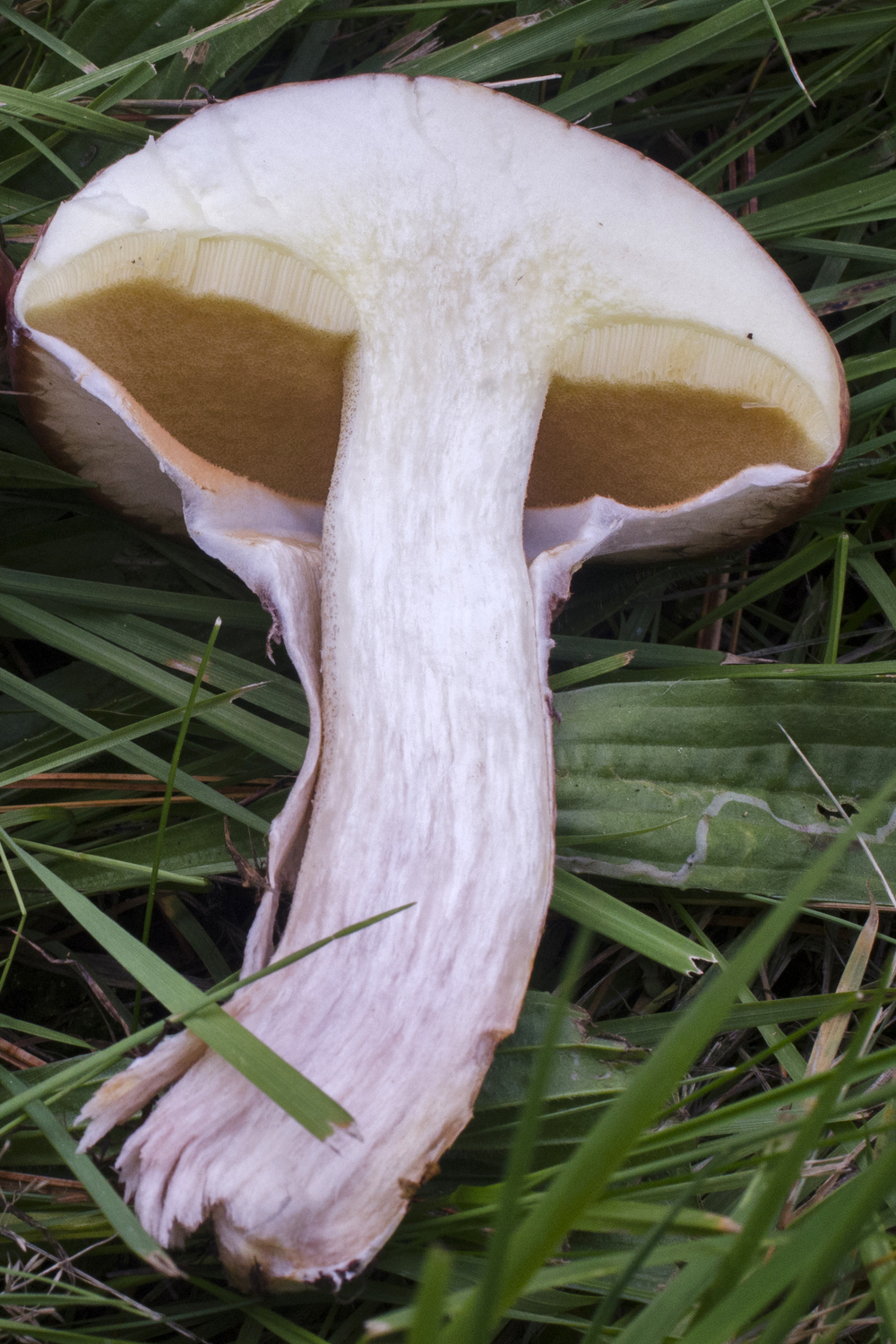
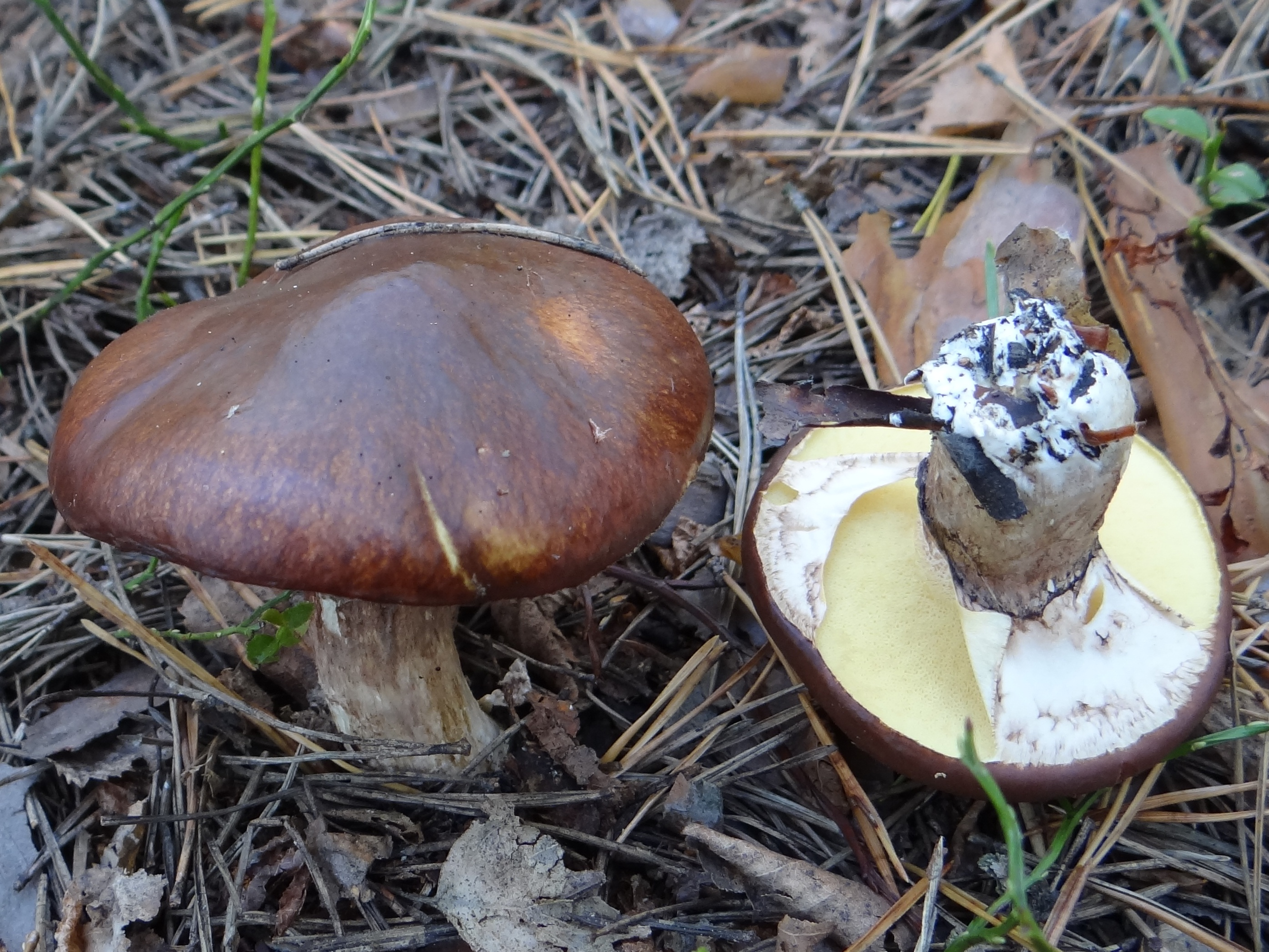
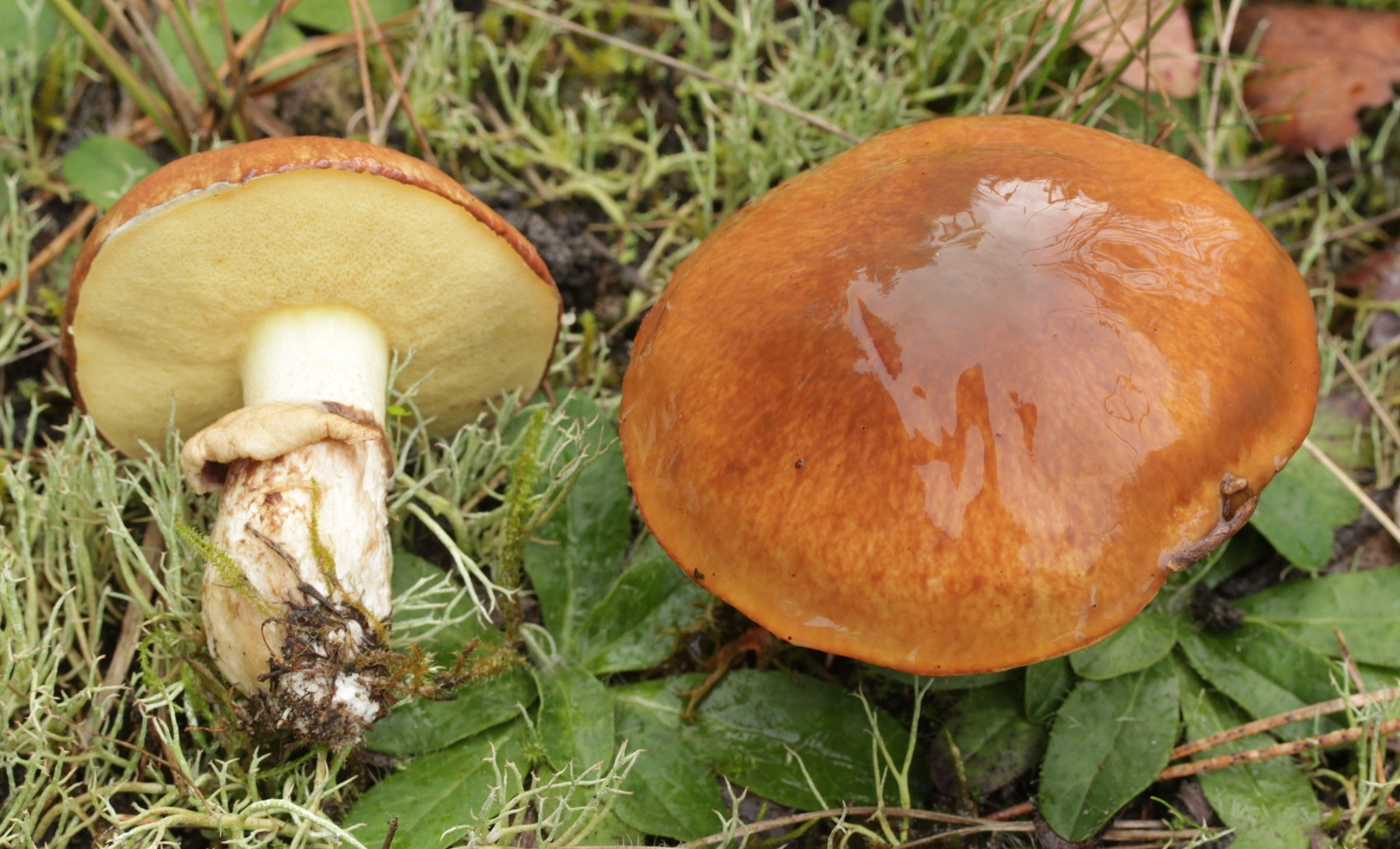
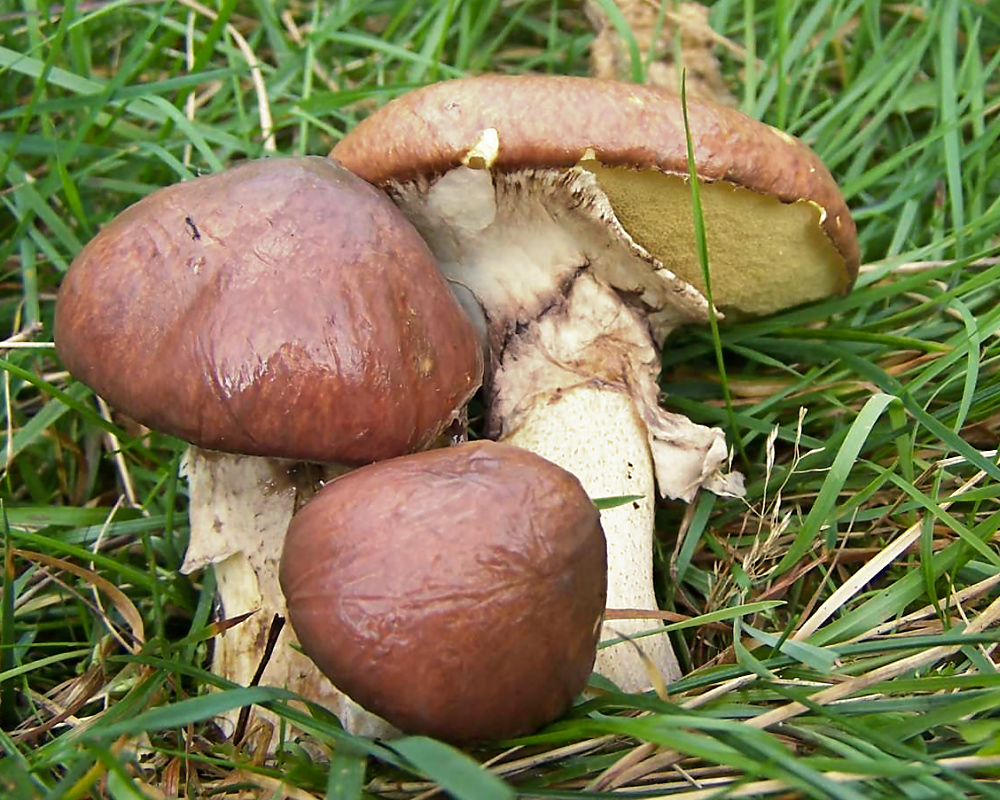
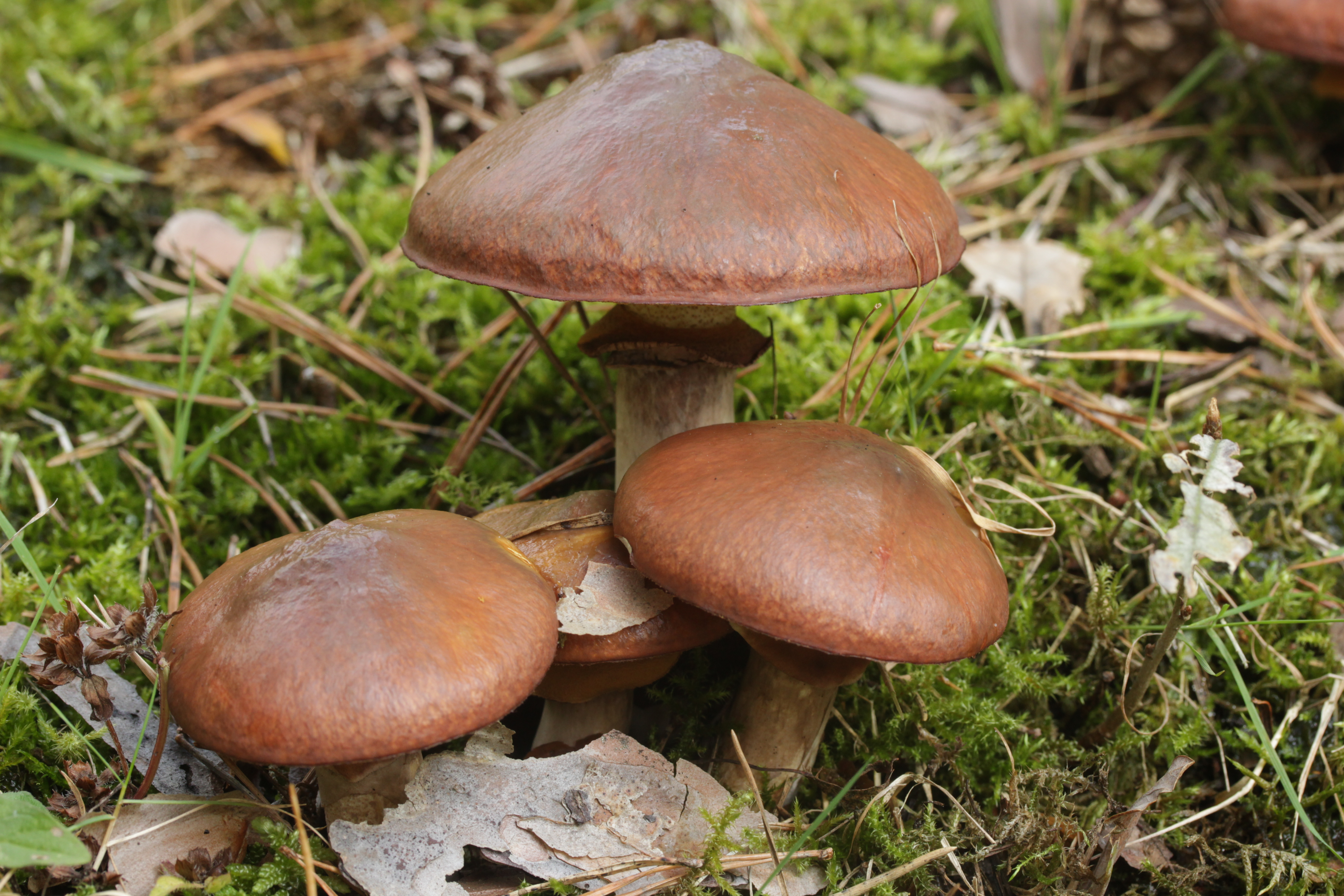
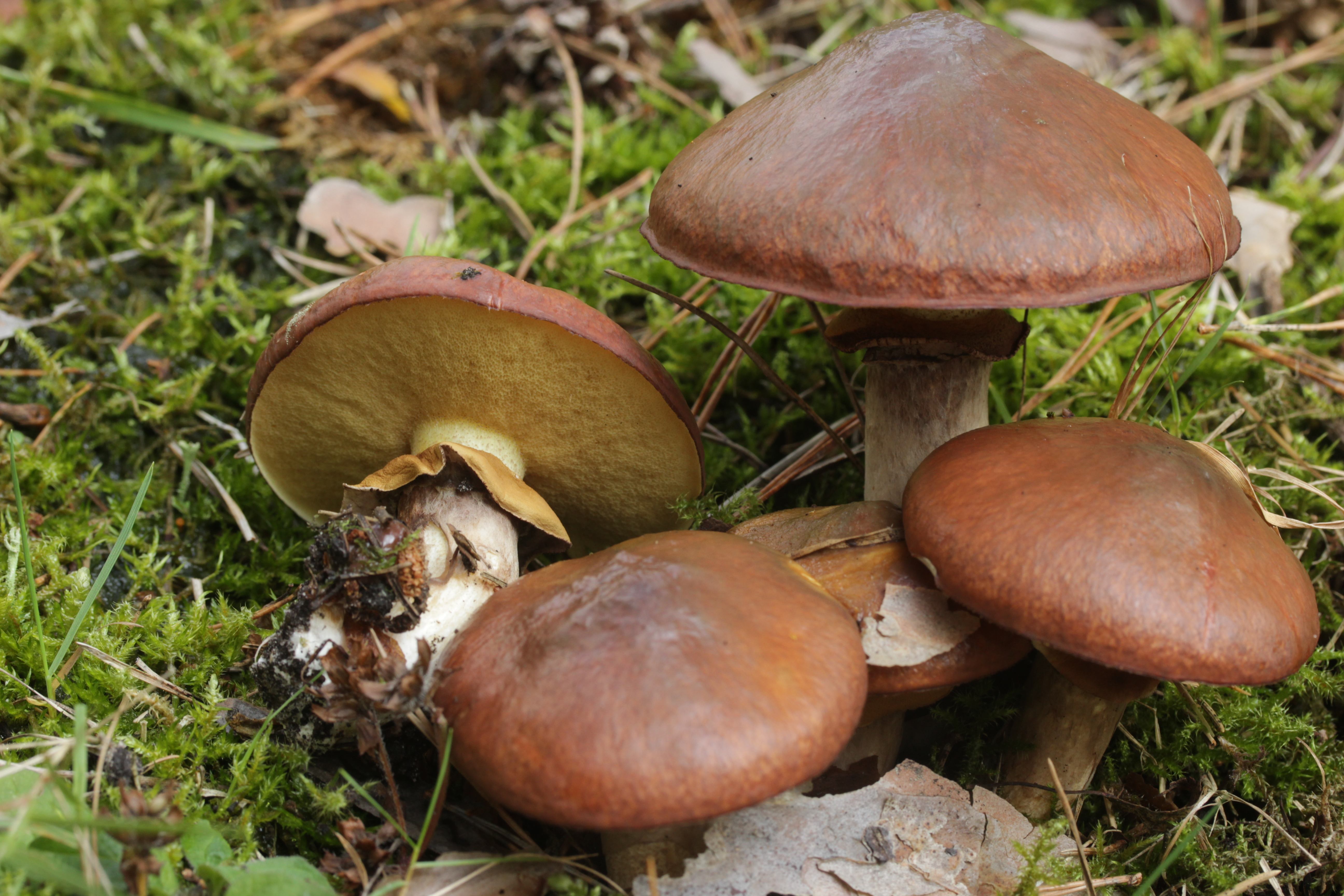
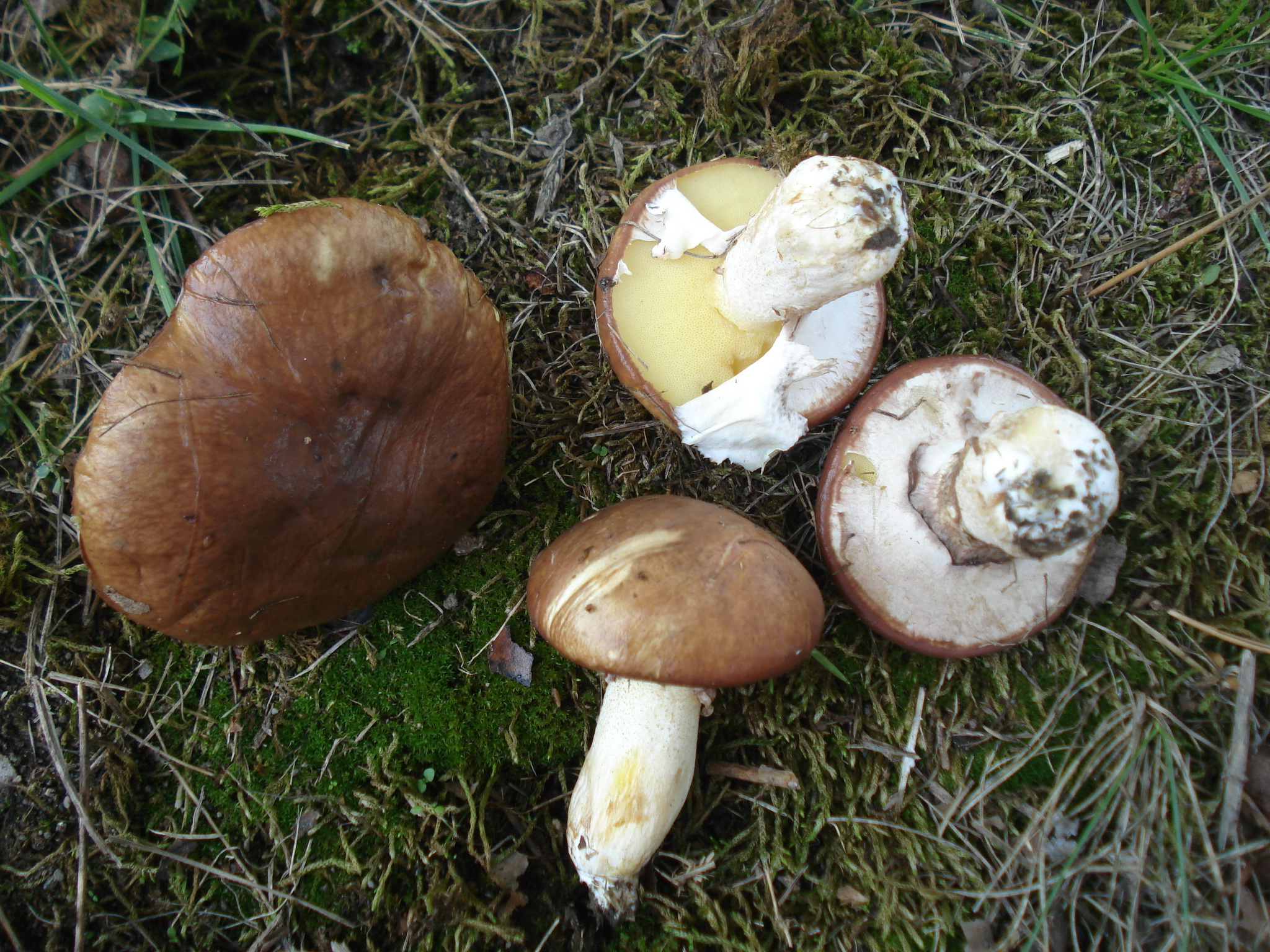
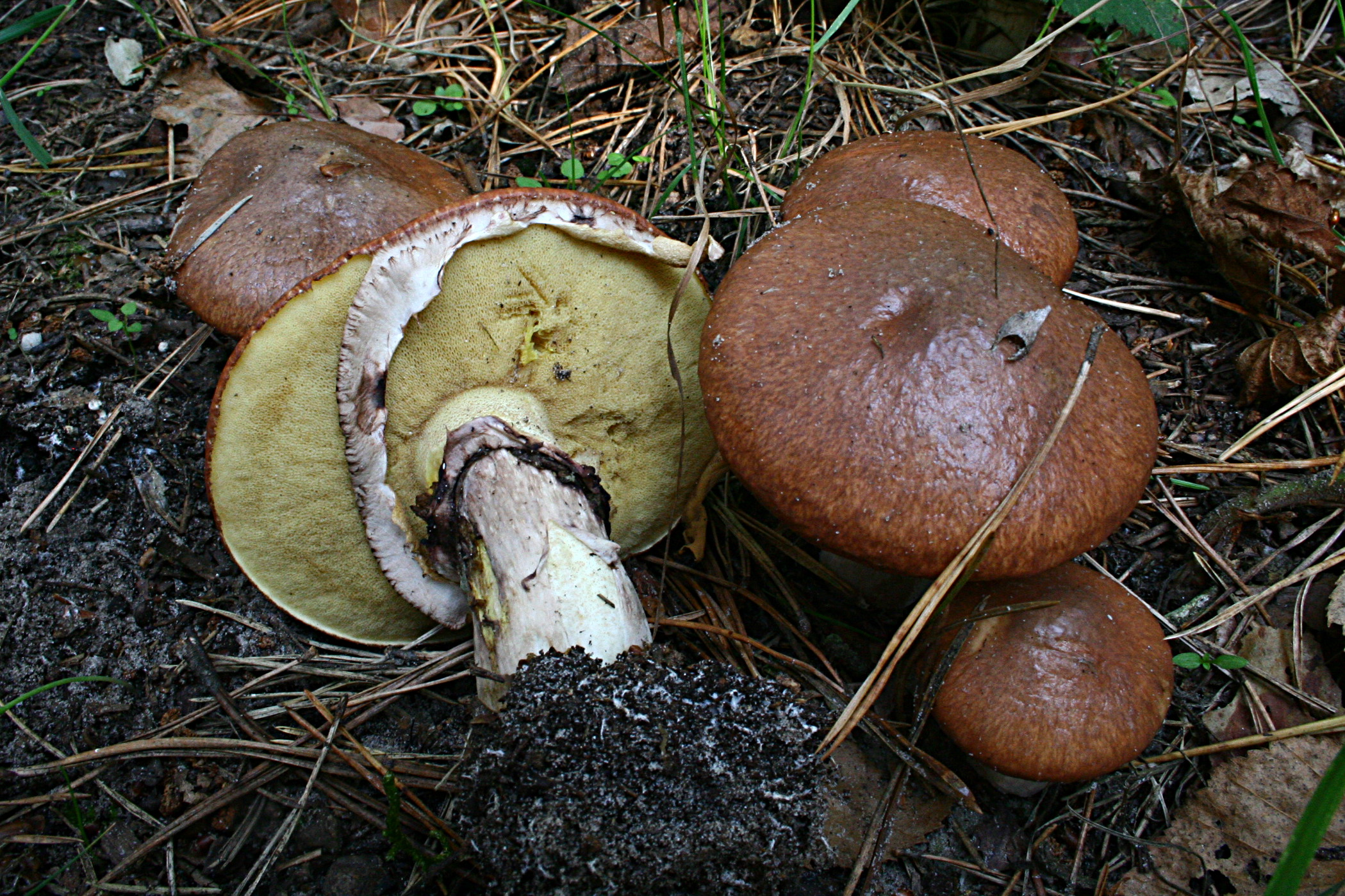
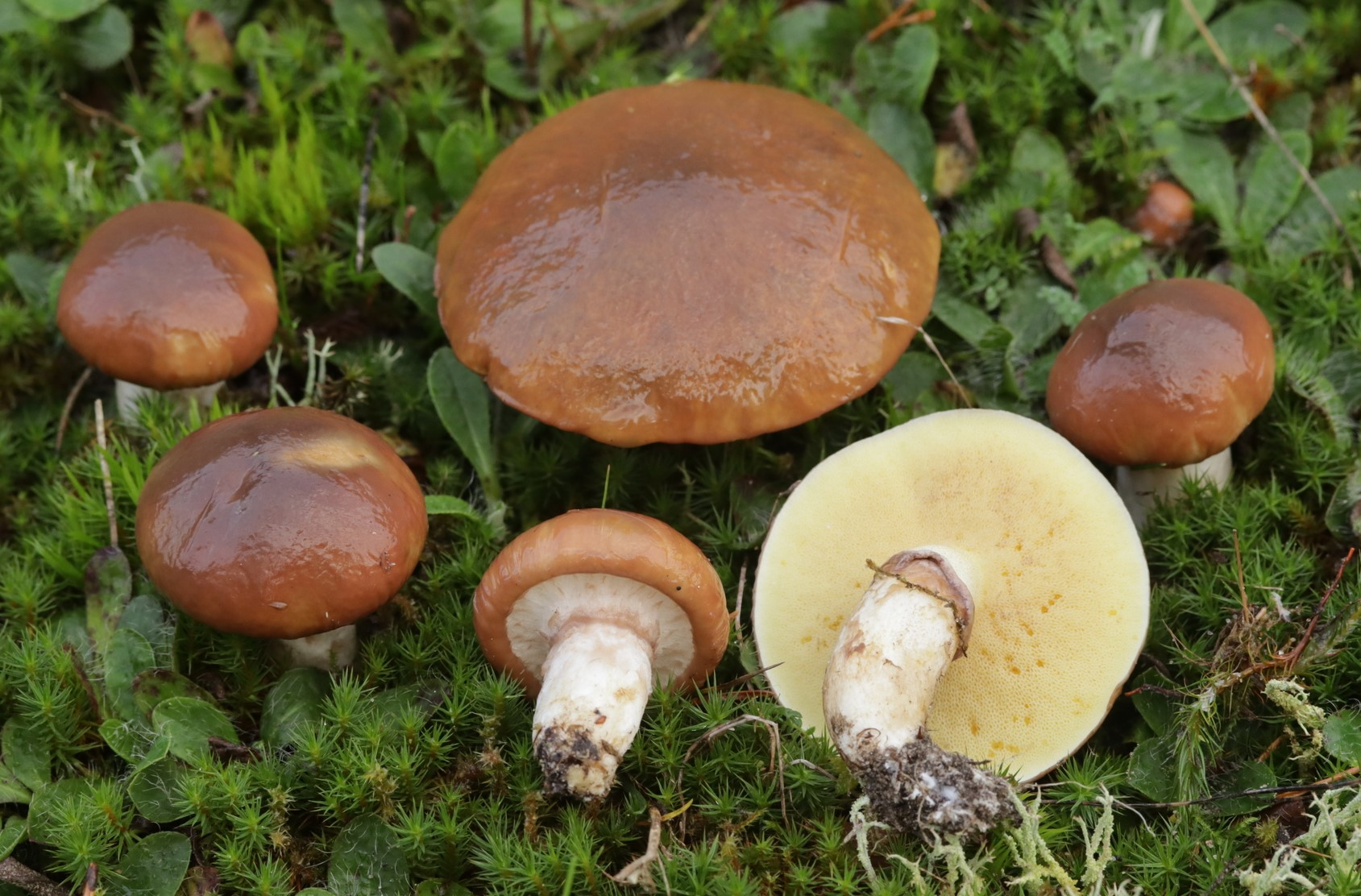
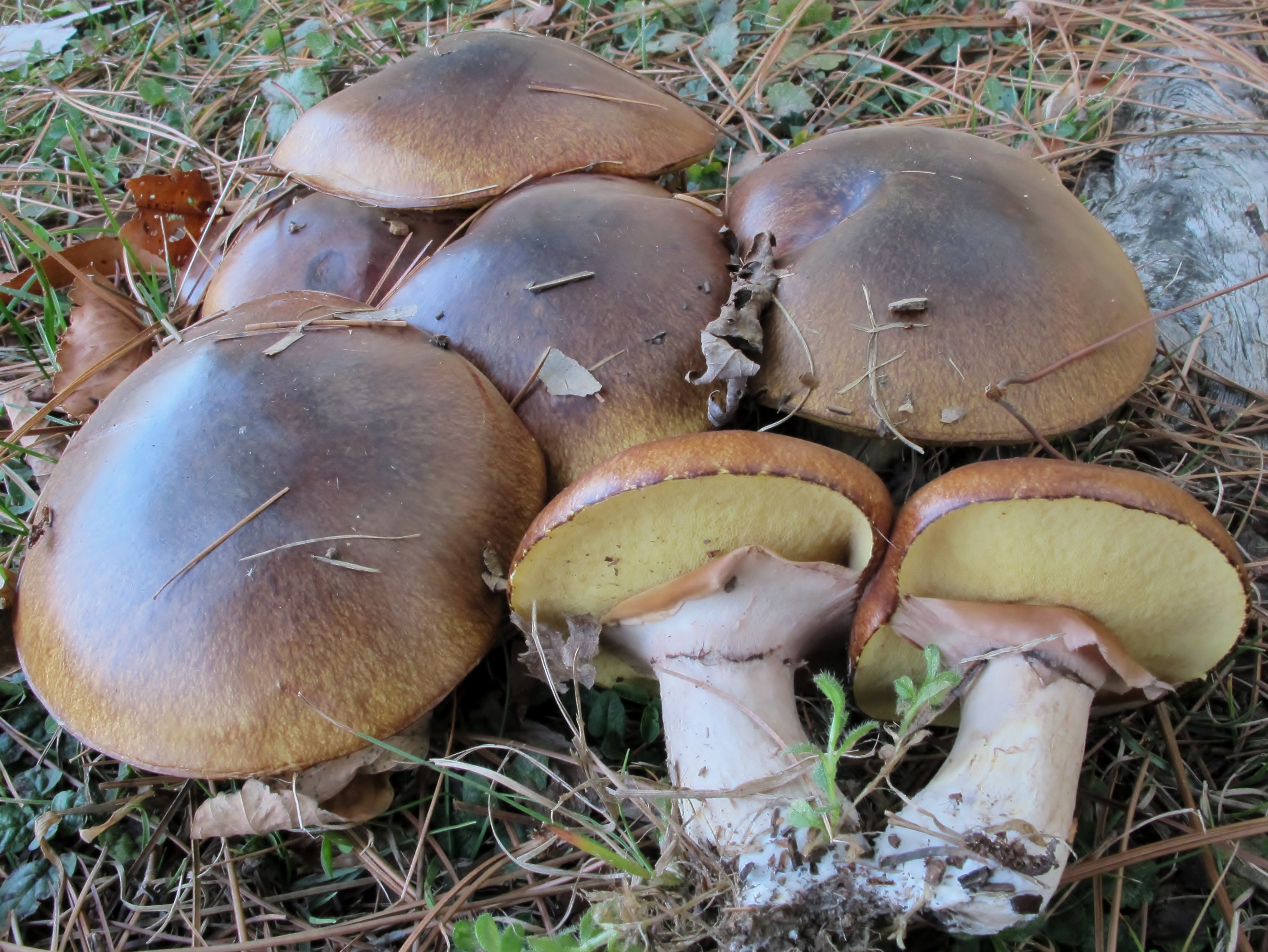
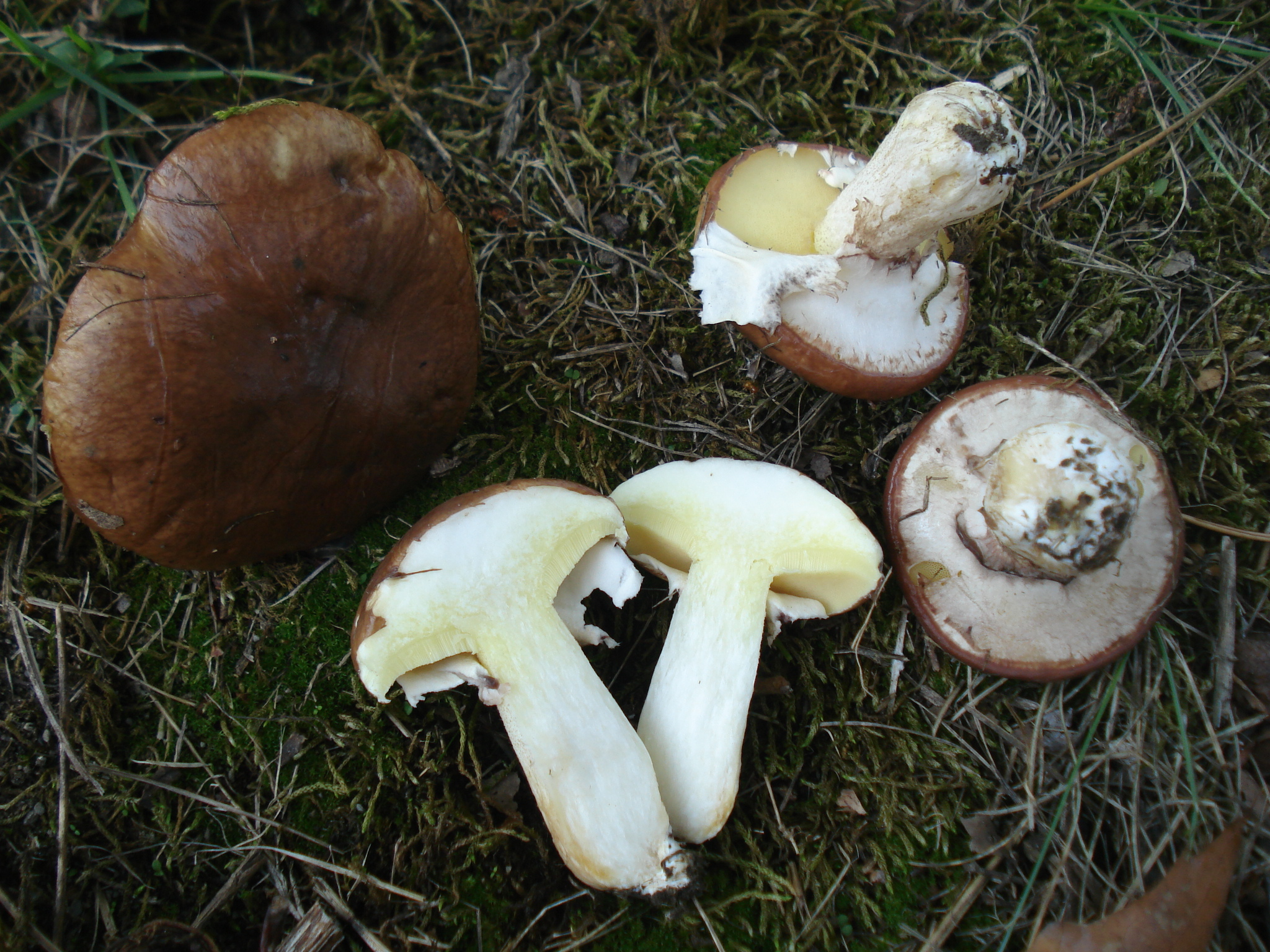

### Caractéristiques microscopiques
Ses spores sont elliptiques, fusiformes, lisses, guttulées, jaune pâle, mesurant 7 à 9,5 µm x 2,7 à 3,5 µm. Ses basides sont cylindriques clavées, tétrasporiques, non bouclées. Ses cheilocystides sont cylindriques clavées, mesurant 37 à 52 µm x 5 à 7,5 µm. Sa cuticule est constituée d'hyphes parallèles couchées pigmentées de brun, de 2 à 5 µm de large enrobées dans une masse gélatineuse.

## Variétés et formes
- Suillus luteus f. albus, forme blanche, possède un chapeau blanc puis crème, seuls les tubes et les pores sont de couleur jaune.
- Suillus luteus f. decolorans, forme décolorée, au chapeau plus clair, allant de l'ocre-jaune jusqu'à fauvâtre et vergeté.
- Suillus luteus f. ochraceobrunneolus, forme brunâtre ochracé, identique à la précédente mais non vergeté[6].

## Habitat et distribution

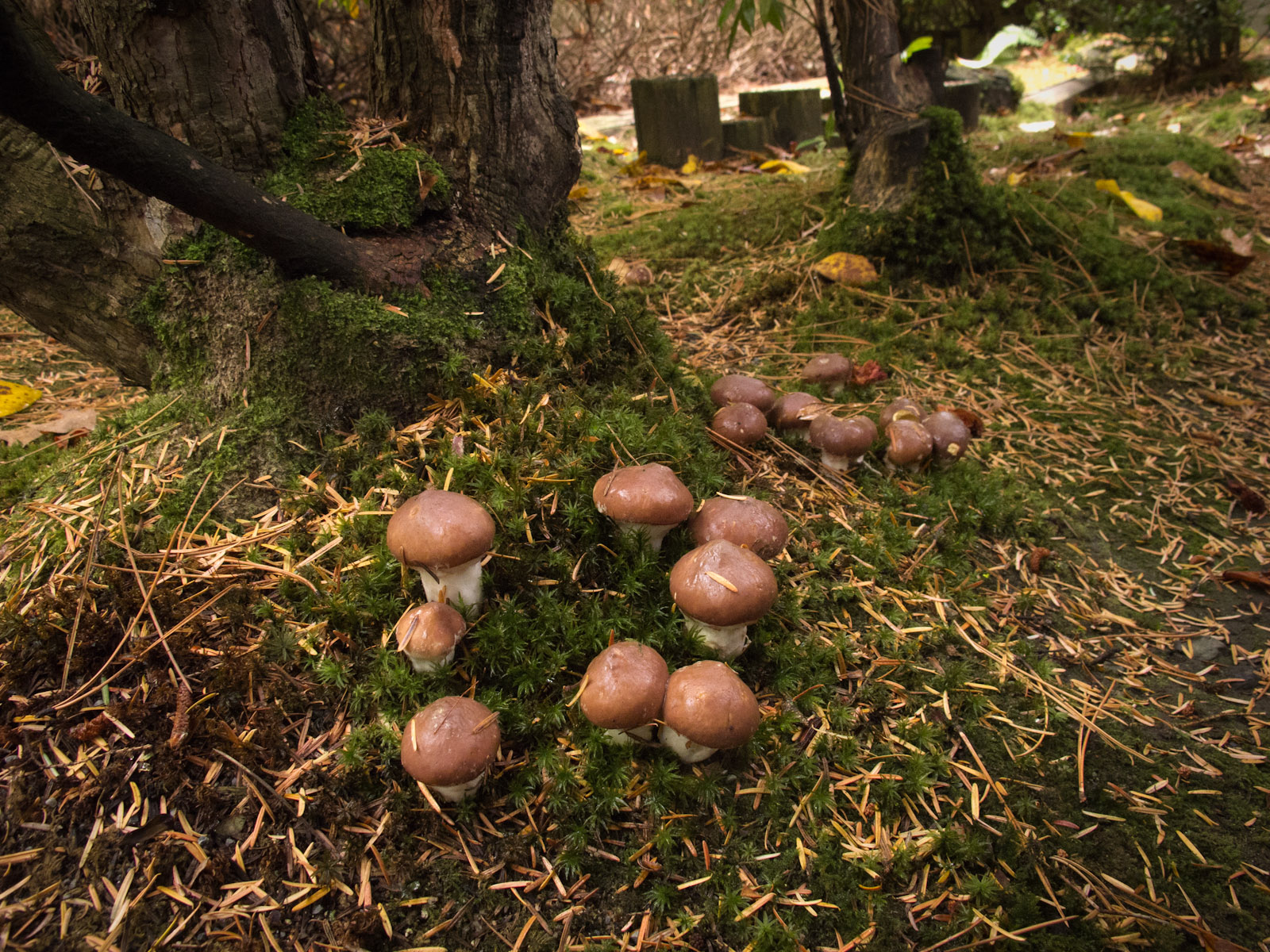
S. luteus poussant en troupe sous un Pin.

Il s'agit un champignon ectomycorhizien, poussant uniquement sous les pin. C'est une espèce plutôt tardive, qui vient d'août à décembre sous les pinèdes en plaine et en montagne. Il est assez commun et apprécie les sols sableux et calcaires.
Ce taxon se rencontre dans les pays suivants : Allemagne, Andorre, Autriche, Belgique, Bulgarie, Chine, Corée du Nord, Corée du Sud, Danemark, Espagne, Estonie, Finlande, France, Irlande, Islande, Italie, Japon, Lituanie, Luxembourg, Norvège, Pays-Bas, Pologne, Portugal, Royaume-Uni, Russie, Taïwan, Serbie, Slovaquie, Slovénie, Suisse, Suède, Tchéquie, Ukraine, Île de Man, Îles Féroé.

## Comestibilité

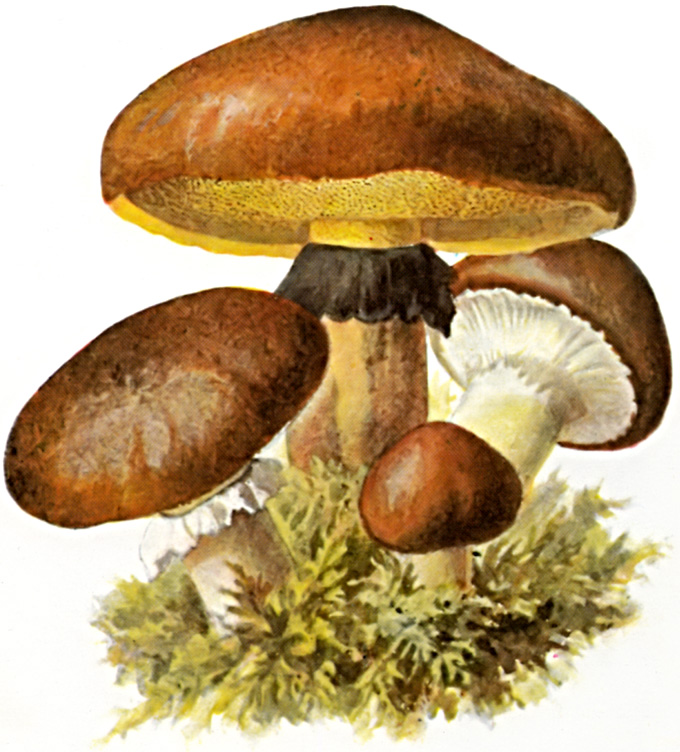
Illustration de S. luteus par Albin Schmalfuß.

Comme tous les bolets du genre Suillus, le Bolet jaune est un comestible médiocre. Cependant, cette espèce est réputée pour être la plus intéressante gustativement du genre Suillus. Il est plus au moins laxatif selon la tolérance individuelle, la quantité consommée et le degré de maturité des spécimens consommés. Pour cela il est préconisé de ne cueillir que des jeunes spécimens, de retirer le pied fibreux, de peler la cuticule et de consommer une quantité modeste la première fois pour évaluer sa propre tolérance aux effets laxatifs .
Sa consistance fait qu'il est souvent utilisé pour la fabrication de potages et crèmes de champignons. Cette espèce est aussi souvent utilisée dans le commerce dans les conserves de champignons ou les mélanges congelés. Il peut cependant provoquer des allergies.
L'espèce a une forte capacité de concentration du césium 137.

## Confusions possibles
Très reconnaissable à son chapeau chocolat et à son ample anneau blanc, il ne peut guère se confondre, sans grand danger, qu'avec d'autres membres du genre Suillus (dont il est l'espèce type) :
- Le Bolet granulé (Suillus granulatus), qui n'a pas d'anneau. Comestible réputé jeune, bien cuit, en quantité limitée, après évaluation de sa tolérance aux effets laxatifs.
- Le Bolet élégant (Suillus grevillei) au chapeau jaune orangé et venant sous mélèzes. Comestible jeune, bien cuit.

## Voir aussi

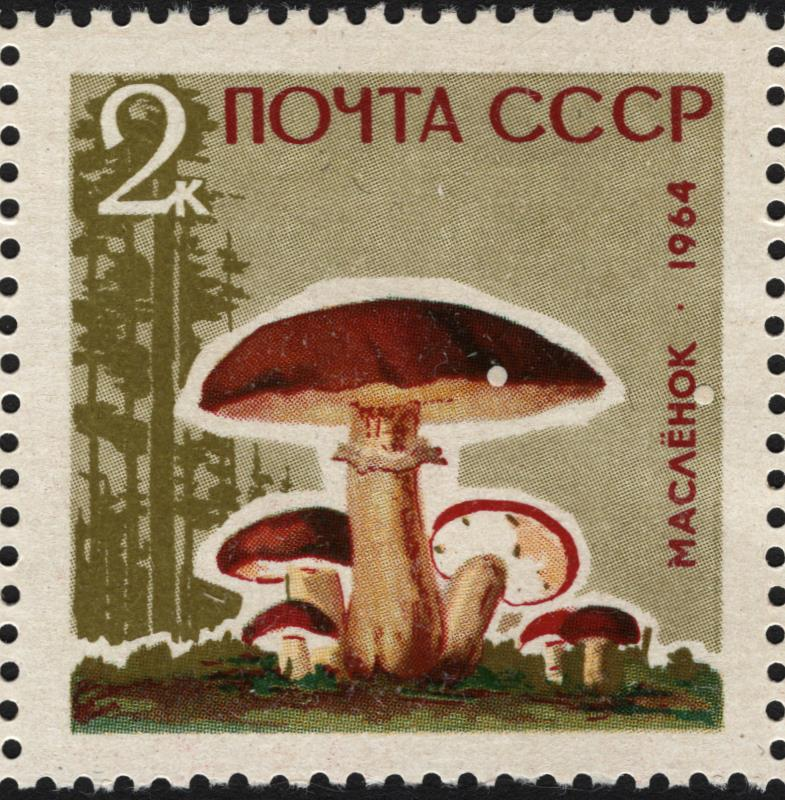
Timbre de l'Union Soviétique représentant Suillus luteus.